# Polygonum rigidum
Polygonum rigidum là một loài thực vật có hoa trong họ Rau răm. Loài này được Skvortsov miêu tả khoa học đầu tiên năm 1943.